# Hokej Uherský Ostroh
Hokej Uherský Ostroh je český klub ledního hokeje, který sídlí v Uherském Ostrohu ve Zlínském kraji. Založen byl v roce 1929 pod názvem SK Viktoria. Svůj současný název nese od roku 2006. Od sezóny 2007/08 působí v Jihomoravské a Zlínské krajské lize, čtvrté české nejvyšší soutěži ledního hokeje. Klubové barvy jsou červená a žlutá.
Své domácí zápasy odehrává na zimním stadionu Uherský Ostroh s kapacitou 1 000 diváků.

## Historické názvy
Zdroj:
- 1929 – SK Viktoria Uherský Ostroh (Sportovní klub Viktoria Uherský Ostroh)
- 1948 – Sokol Viktoria Uherský Ostroh
- 1949 – ZSJ Dyas Uherský Ostroh (Závodní sportovní jednota Dyas Uherský Ostroh)
- 1953 – DSO Tatran Uherský Ostroh (Dobrovolná sportovní organisace Tatran Uherský Ostroh)
- 1957 – TJ Tatran Uherský Ostroh (Tělovýchovná jednota Tatran Uherský Ostroh)
- 1964 – TJ Lokomotiva Uherský Ostroh (Tělovýchovná jednota Lokomotiva Uherský Ostroh)
- 2006 – Hokej Uherský Ostroh

## Přehled ligové účasti
Stručný přehled
Zdroj:
- 1943–1944: Divize – sk. Východ (2. ligová úroveň v Protektorátu Čechy a Morava)
- 1945–1946: Divize – sk. Východ (2. ligová úroveň v Československu)
- 1946–1949: Moravskoslezská divize – sk. B (2. ligová úroveň v Československu)
- 1949–1950: Oblastní soutěž – sk. E2 (2. ligová úroveň v Československu)
- 1950–1951: Oblastní soutěž – sk. F (2. ligová úroveň v Československu)
- 1954–1955: Celostátní soutěž – sk. D (2. ligová úroveň v Československu)
- 1955–1957: Oblastní soutěž – sk. C (3. ligová úroveň v Československu)
- 1957–1958: Oblastní soutěž – sk. F (3. ligová úroveň v Československu)
- 1958–1959: 2. liga – sk. B (2. ligová úroveň v Československu)
- 1959–1960: Oblastní soutěž – sk. F (3. ligová úroveň v Československu)
- 1969–1971: Divize – sk. E (3. ligová úroveň v Československu)
- 1980–1981: Jihomoravský krajský přebor (3. ligová úroveň v Československu)
- 2003–2004: Zlínský krajský přebor (4. ligová úroveň v České republice)
- 2004–2007: Krajský přebor Jižní Moravy a Zlína (4. ligová úroveň v České republice)
- 2007– : Jihomoravská a Zlínská krajská liga (4. ligová úroveň v České republice)

Jednotlivé ročníky
Zdroj:
Legenda: ZČ – základní část, červené podbarvení – sestup, zelené podbarvení – postup, fialové podbarvení – reorganizace, změna skupiny či soutěže
| Protektorát Čechy a Morava (1943 – 1944) |                                     |           |           |                                         |                       |
| Sezóny                                   | Soutěž                              | Úroveň    | ZČ        | Play-off, nadstavba, sk. o udržení…     | Poznámky              |
| 1943/44                                  | Divize – sk. Východ                 | 2. úroveň | 2. místo  |                                         |                       |
| Československo (1945 – 1993)             |                                     |           |           |                                         |                       |
| Sezóny                                   | Soutěž                              | Úroveň    | ZČ        | Play-off, nadstavba, sk. o udržení…     | Poznámky              |
| 1945/46                                  | Divize – sk. Východ                 | 2. úroveň | 1. místo  | Kvalifikace o 1. ligu, 1. kolo (prohra) | Změna skupiny         |
| 1946/47                                  | Moravskoslezská divize – sk. B      | 2. úroveň | 3. místo  |                                         |                       |
| 1947/48                                  | Moravskoslezská divize – sk. B      | 2. úroveň | –. místo  |                                         | Soutěž nedohrána      |
| 1948/49                                  | Moravskoslezská divize – sk. B      | 2. úroveň | 4. místo  |                                         | Reorganizace          |
| 1949/50                                  | Oblastní soutěž – sk. E2            | 2. úroveň | 4. místo  |                                         | Změna skupiny         |
| 1950/51                                  | Oblastní soutěž – sk. F             | 2. úroveň | 7. místo  |                                         | Reorganizace          |
| …                                        |                                     |           |           |                                         |                       |
| 1954/55                                  | Celostátní soutěž – sk. D           | 2. úroveň | 4. místo  |                                         | Sestup                |
| 1955/56                                  | Oblastní soutěž – sk. C             | 3. úroveň | 2. místo  |                                         |                       |
| 1956/57                                  | Oblastní soutěž – sk. C             | 3. úroveň | 2. místo  |                                         | Změna skupiny         |
| 1957/58                                  | Oblastní soutěž – sk. F             | 3. úroveň | 1. místo  |                                         | Postup                |
| 1958/59                                  | 2. liga – sk. B                     | 2. úroveň | 12. místo |                                         | Sestup                |
| 1959/60                                  | Oblastní soutěž – sk. F             | 3. úroveň | 3. místo  |                                         | Reorganizace          |
| …                                        |                                     |           |           |                                         |                       |
| 1969/70                                  | Divize – sk. E                      | 3. úroveň | 5. místo  |                                         |                       |
| 1970/71                                  | Divize – sk. E                      | 3. úroveň | –. místo  |                                         | Odstoupení ze soutěže |
| ...                                      |                                     |           |           |                                         |                       |
| 1980/81                                  | Jihomoravský krajský přebor         | 3. úroveň | ?. místo  |                                         |                       |
| …                                        |                                     |           |           |                                         |                       |
| Česko (1993 – )                          |                                     |           |           |                                         |                       |
| Sezóny                                   | Soutěž                              | Úroveň    | ZČ        | Play-off, nadstavba, sk. o udržení…     | Poznámky              |
| …                                        |                                     |           |           |                                         |                       |
| 2003/04                                  | Zlínský krajský přebor              | 4. úroveň | 6. místo  | Skupina o umístění (6. místo)           | Reorganizace          |
| 2004/05                                  | Krajský přebor Jižní Moravy a Zlína | 4. úroveň | 10. místo | Skupina o umístění (10. místo)          |                       |
| 2005/06                                  | Krajský přebor Jižní Moravy a Zlína | 4. úroveň | 11. místo | Zápas o 3. místo v ZLK (prohra)         |                       |
| 2006/07                                  | Krajský přebor Jižní Moravy a Zlína | 4. úroveň | 10. místo | Zápas o 3. místo v ZLK (prohra)         | Změna názvu soutěže   |
| 2007/08                                  | Jihomoravská a Zlínská krajská liga | 4. úroveň | 7. místo  | Zápas o 3. místo v ZLK (výhra)          |                       |
| 2008/09                                  | Jihomoravská a Zlínská krajská liga | 4. úroveň | 11. místo | Finále ZLK                              |                       |
| 2009/10                                  | Jihomoravská a Zlínská krajská liga | 4. úroveň | 6. místo  | Zápas o 3. místo v ZLK (prohra)         |                       |
| 2010/11                                  | Jihomoravská a Zlínská krajská liga | 4. úroveň | 8. místo  | Finále ZLK                              |                       |
| 2011/12                                  | Jihomoravská a Zlínská krajská liga | 4. úroveň | 2. místo  | Zápas o 3. místo v ZLK (výhra)          |                       |
| 2012/13                                  | Jihomoravská a Zlínská krajská liga | 4. úroveň | 6. místo  | Předkolo ZLK                            |                       |
| 2013/14                                  | Jihomoravská a Zlínská krajská liga | 4. úroveň | 11. místo | Semifinále ZLK                          |                       |
| 2014/15                                  | Jihomoravská a Zlínská krajská liga | 4. úroveň | 1. místo  |                                         | Kvalifikace           |
| 2015/16                                  | Jihomoravská a Zlínská krajská liga | 4. úroveň | 4. místo  | Finále                                  |                       |
| 2016/17                                  | Jihomoravská a Zlínská krajská liga | 4. úroveň | 5. místo  | Čtvrtfinále                             |                       |
| 2017/18                                  | Jihomoravská a Zlínská krajská liga | 4. úroveň | 3. místo  | Čtvrtfinále                             |                       |
| 2018/19                                  | Jihomoravská a Zlínská krajská liga | 4. úroveň | 3. místo  | Semifinále                              |                       |
| 2019/20                                  | Jihomoravská a Zlínská krajská liga | 4. úroveň |           |                                         |                       |
| 2024/25                                  | Jihomoravská a Zlínská krajská liga | 4. úroveň | 2. místo  | Finále                                  |                       |